# Corpus (Argentina)
Corpus è un villaggio e comune nel Dipartimento di San Ignacio, nella Provincia di Misiones nel nord-est dell'Argentina che confina con Paraguay, Gobernador Roca e Santo Pipo.